# ヴィルヘルム1世 (マイセン辺境伯)
ヴィルヘルム1世（Wilhelm I., 1343年12月19日 - 1407年2月9日）は、マイセン辺境伯。父はマイセン辺境伯フリードリヒ2世、母は神聖ローマ皇帝ルートヴィヒ4世の娘マティルデ。フリードリヒ3世、バルタザールの弟。独眼伯（der Einäugige）の渾名を持つ。

## 生涯
1382年まで兄達と共に父の領土を共同であるいは交替で所有し、統治した。長兄のフリードリヒ3世が1381年に亡くなった後、1382年に遺された相続人達の間でケムニッツ分割と呼ばれる協定を結び、ヴィルヘルム1世は相続遺産としてマイセン辺境伯を継いだ。1395年からはモラヴィア辺境伯兼ブランデンブルク辺境伯ヨープストの代理としてブランデンブルクも管理した。
ヴィルヘルムはヴェッティン家らしい行動力のある領主で、マイセン辺境領内の貴族ではない小豪族を放逐し、ボヘミアのルクセンブルク家と対抗するなど賢明な統治を行った。さらにコルディッツ（Colditz）の支配権を獲得し、ドーナ（Dohna）城伯の所有地を手に入れて、城伯を追放し（ドーナの私闘）、マイセン聖堂教会の大の後援者として巧みに治外法権を手に入れる手助けをした。
1407年、63歳で没した。1366年にモラヴィア辺境伯ヨハン・ハインリヒの娘で、ヨープストの妹エリーザベト・フォン・メーレンと結婚、1400年の彼女の死後はゲッティンゲン侯オットー1世の娘アンナと再婚した。どちらの結婚も子供はできず、後継者は甥のテューリンゲン方伯フリードリヒ4世（穏健伯、次兄バルタザールの息子）、フリードリヒ（好戦公）、ヴィルヘルム（裕福伯、ともに長兄フリードリヒ3世の息子）となった。